# Fernando Valera Aparicio
Fernando Valera Aparicio (Madroñera, 1899-París, 1982) fue un político y escritor español, sobrino del escritor Juan Valera. Destacado miembro del exilio republicano, ocupó diversos cargos en las instituciones y gobiernos republicanos y fue el último presidente del Gobierno de la República Española en el exilio.

## Biografía

### Primeros años
Nació el 20 de febrero de 1899 en la localidad cacereña de Madroñera y estudió Filosofía y Letras en la Universidad de Salamanca, donde fue alumno de Miguel de Unamuno. Desde 1925 ejerció como funcionario del catastro  en Valencia, donde mantuvo contacto con el escritor Vicente Blasco Ibáñez. Estando en Valencia, se afilió al partido Alianza Republicana que se integró en 1929 en el Partido Republicano Radical Socialista (PRRS) que fundó junto con sus amigos Marcelino Domingo, Álvaro de Albornoz y Ángel Galarza. 

### II República
Encabezó la candidatura de este partido al Ayuntamiento de Valencia en los famosos comicios municipales del 12 de abril de 1931, que llevaron a la salida de Alfonso XIII de España y la proclamación de la II República Española. En las elecciones generales de 1931 fue elegido diputado por Valencia en las Cortes Constituyentes. En los primeros tiempos de la República fue nombrado primer secretario de la Comisión encargada de redactar la Constitución de 1931, y más tarde director general de Agricultura en los gobiernos de Manuel Azaña y subsecretario de Justicia con Diego Martínez Barrio. Entre 1932 y 1937 fue también subsecretario de Comunicaciones y de Obras Públicas.
Al disolverse el PRSS en 1934 se unió a Diego Martínez Barrio para fundar Unión Republicana (UR), con quien se presentó por la circunscripción de Badajoz en 1936 dentro de las listas del Frente Popular y obtuvo la representación parlamentaria.

### Exilio
Tras la guerra civil española se refugió en Francia, en donde volvió a verse en peligro durante la ocupación nazi. Pasó brevemente por el Marruecos francés, México y finalmente volvió a París en 1946, en donde ocupó numerosos cargos del gobierno republicano en el exilio: fue vicepresidente y ministro de Justicia y Hacienda en los gobiernos de Álvaro de Albornoz (1947-1949 y 1949-1951); ministro de Estado en el de Félix Gordón Ordás (1951-1960); ministro de Estado y secretario del Consejo de Ministros del Gobierno de Emilio Herrera (1960-1962) y ministro de Negocios Extranjeros en el gabinete de Claudio Sánchez-Albornoz (1962-1971). Fue uno de los fundadores de Acción Republicana Democrática Española (ARDE) en un intento de aglutinar a los sectores republicanos del exilio republicano. Como uno de los principales dirigentes políticos del exilio republicano, en 1962 participó junto a otros muchos políticos y representantes españoles en el IV Congreso del Movimiento Europeo (calificado despectivamente por el régimen franquista como el Contubernio de Múnich), donde se alcanzó la unidad de toda la oposición antifranquista (tanto interior como la del exilio).
El 28 de febrero de 1971 sucedió a Claudio Sánchez-Albornoz como jefe del Gobierno republicano en el exilio, siendo el último en este puesto. Ejerció el cargo hasta 1977, cuando el presidente de la República en el exilio, José Maldonado, aceptó la legalidad de las elecciones generales de 1977 (las primeras desde la II República) y acordó la disolución de las instituciones republicanas que seguían activas en el exilio. Valera, no obstante, no volvió a España y permaneció en París, donde falleció el 13 de febrero de 1982 después de un largo exilio en el que seguía defendiendo la legitimidad del gobierno republicano.

## Obras
- El sendero inmóvil (1944).
- Don Juan Valera: el hombre, la vida y la obra (1944).
- Guía de los Descarriados de Abu Imran Musa Ben Maimún (1945).
- Diálogos de las Españas (1963).
- La República Española ante la crisis actual del mundo (México 1964).
- Actualidad de la idea Federal (México 1964).
- Evolución de España (1967).
- Diálogos de las Españas (México 1967).
- Reivindicación de un pueblo calumniado (1968).
- Socialismo Libre Frente a Mitología Revolucionaria (México 1973).
- Ni Caudillo ni rey: República (México 1974).
- Mitos de la burguesía (1976).
- Autonomía y Federación (París, 1977).
- Los mal llamados años de la Segunda República (Mislata-Valencia, 1978).